# Sittersdorf
Sittersdorf è un comune austriaco di 2 071 abitanti nel distretto di Völkermarkt, in Carinzia. Abitato anche da sloveni della Carinzia (19,8%), è un comune bilingue; il suo nome in sloveno è Žitara vas. Tra il 1865 e il 1871 è stato aggregato al comune di Eberndorf; nel 1944 ha inglobato il comune soppresso di Rückersdorf, tranne le frazioni di Lauchenholz, Sankt Veit im Jauntal e Stein im Jauntal assegnate a Sankt Kanzian am Klopeiner See.

## Geografia antropica

### Suddivisioni amministrative
Il comune è suddiviso nelle sei comunità catastali di Goritschach (Goriče), Altendorf (Stara vas), Sonnegg (Ženek), Sittersdorf (Žitara vas), Rückersdorf (Rikarja vas) e Proboi (Proboj). Il territorio comunale comprende le seguenti 27 località:
- Altendorf (Stara vas) (80)
- Blasnitzenberg (Plaznica) (20)
- Dullach (Dule) (11)
- Goritschach (Goriče) (149)
- Hart (Dobrava) (19)
- Homelitschach (Homeliše) (4)
- Jerischach (Jeriše) (62)
- Kleinzapfen (Malčape) (74)
- Kristendorf (Kršna vas) (47)
- Miklauzhof (Miklavčevo) (84)
- Müllnern (Mlinče) (110) samt Vellach
- Obernarrach (Zgornje Vinare) (99)
- Pfannsdorf (Banja vas) (80)
- Pogerschitzen (Pogrče) (25)
- Polena (Polane) (33)
- Proboj (Proboj) (125)
- Rain (Breg) (32) samt Hanschitz
- Rückersdorf (Rikarja vas) (161)
- Sagerberg (Zagorje) (34)
- Sielach (Sele) (179)
- Sittersdorf (Žitara vas) (170)
- Sonnegg (Ženek) (28)
- Tichoja (Tihoja) (38)
- Weinberg (Vinogradi) (263)
- Wigasnitz (Vijasce) (6)
- Winkel (16)
- Wrießnitz (Breznica) (4)